# Heartbeat (serie de televisión de Reino Unido)
Heartbeat es una serie de televisión inglesa ambientada en el Yorkshire de los años sesenta y transmitida en el canal ITV1 de 1992 a 2010, año en el cual fue concluida con la decimoctava temporada. Ha sido producida por el canal ITV (en precedencia a Yorkshire Television) y editada en los Leeds Studios.
La serie trata sobre los libros de Peter Walker escritos con su nombre artístico Nicholas Rhea, cuya trama rueda alrededor de una trama policial en la ciudad ficticia de Ashfordly.
La serie ha sido distribuida en diversos países alrededor del mundo.

## Episodios
| Temporada               | Episodios | Primera TV UK | Primera TV Italia |
| ----------------------- | --------- | ------------- | ----------------- |
| Primera temporada       | 10        | 1992          | inédita           |
| Segunda temporada       | 10        | 1993          | inédita           |
| Tercera temporada       | 10        | 1993          | inédita           |
| Cuarta temporada        | 16        | 1994          | inédita           |
| Quinta temporada        | 15        | 1995          | inédita           |
| Sexta temporada         | 17        | 1996          | inédita           |
| Séptima temporada       | 24        | 1997-1998     | inédita           |
| Octava temporada        | 24        | 1998-1999     | inédita           |
| Novena temporada        | 24        | 1999-2000     | inédita           |
| Décima temporada        | 24        | 2000-2001     | inédita           |
| Undécima temporada      | 24        | 2001-2002     | inédita           |
| Duodécima temporada     | 25        | 2002-2003     | inédita           |
| Decimotercera temporada | 25        | 2003-2004     | inédita           |
| Decimocuarta temporada  | 26        | 2004-2005     | inédita           |
| Decimoquinta temporada  | 26        | 2005-2006     | inédita           |
| Sedicesima temporada    | 24        | 2006-2007     | inédita           |
| Decimoséptima temporada | 24        | 2007-2008     | inédita           |
| Decimoctava temporada   | 24        | 2008-2010     | inédita           |

## Distribuciones internacionales

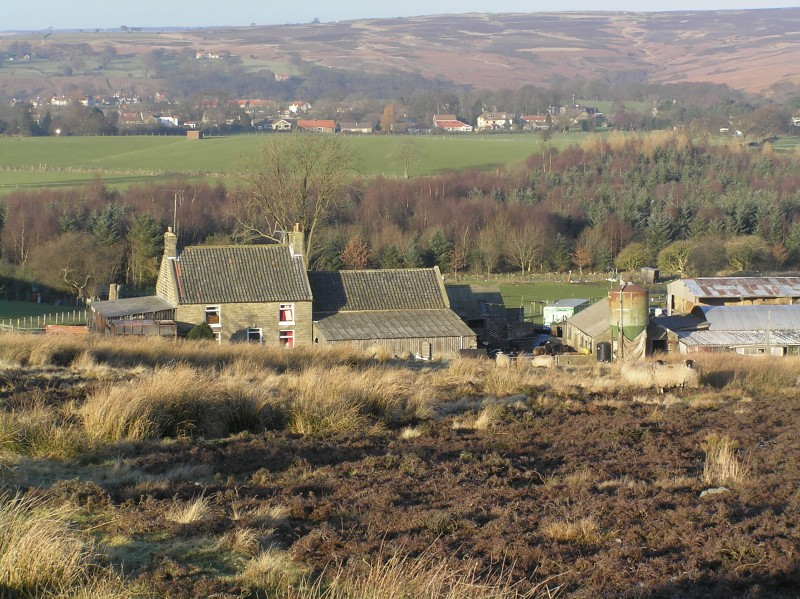
Brow House Farm cerca de Goathland, usada como casa de Claude Greengrass (interpretado de Bill Maynard)

| País          | Canal/los                    |
| ------------- | ---------------------------- |
| Australia     | ABC, Seven Network, 7Two     |
| Bélgica       | Eén                          |
| Canadá        | TVOntario, Knowledge Network |
| Dinamarca     | TV 2 Charlie                 |
| Estonia       | Eesti Televisioon            |
| Finlandia     | Yleisradio                   |
| Irlanda       | TV3                          |
| Noruega       | NRK1                         |
| Nueva Zelanda | TV One                       |
| Países Bajos  | SBS 6                        |
| Suiza         | TV4                          |